# Сокирки польові
Сокирки польові (Consolida regalis) — вид квіткових рослин родини жовтецеві (Ranunculaceae).

## Опис
Квітки зигоморфні, геміциклічні, протерандричні, розташовані на квітконіжках з двома приквітками, зібрані в складні ботрично-цимоїдні суцвіття (плейохазій із китиць). Оцвітина подвійна. Чашечка з 5 пелюсткоподібних фіолетових, синіх, рідше червонуватих або білих, запушених чашолистків; бічні й нижні чашолистки довгасті, верхній — з порожниною, довгою, злегка загнутою доверху шпоркою. Віночок з двох пелюсток-нектарників, які зрослися в одну пелюстку з трилопатевою пластинкою (середня лопать вузька, виїмчаста; бічні — широкі, напівкруглі) і порожнистою шпоркою, що вкладена в шпорку чашолистка. Тичинки численні, з розширеними тичинковими нитками і нерухомими пиляками. Маточка одна, гола. Плід — листянка з гострим залишком стовпчика маточки (стилодієм). Насінини численні, овально гранчасті, темно-сірі з поперечними зморшками і лусочками.

## Поширення
Вид поширений майже по всій Європі та у Західній Азії (Туреччина, Грузія). Росте як бур'ян у посівах ярих культур, масово зростає на перелогах або після жнив на полях. Цвіте з квітня-липня по вересень.

## Використання
Сокирки польові застосовують у народній медицині. Для приготування ліків використовують надземну частину рослини та насіння. Траву і квітки збирають під час цвітіння й сушать під укриттям на відкритому повітрі, а насіння заготовляють у стані так званої воскової стиглості. Для отримання повноцінної лікарської сировини рослини зв'язують у снопики, підвішують їх для досушування у теплому провітрюваному приміщенні, а потім обмолочують і провіюють. Готову сировину зберігають у сухих темних приміщеннях.
Найчастіше вживають траву та квітки рослини. Настої призначають як протизапальний, відхаркувальний і сечогінний засіб. У Західній Європі сокирки входять до складу сечогінних та проносних зборів.
У народній медицині їх застосовують значно ширше: траву сокирок польових призначають при головному болю, циститі, дисменореї, гіпертонічній хворобі, плевриті, кон'юнктивіті, шкірних захворюваннях та як кровоспинний засіб.
Ця красива декоративна рослина, розводиться садівниками. Існують різні сорти і форми, що відрізняються забарвленням і розміром квіток. Квітки сокирок дають нектар, бджоли відвідують їх з першої половини червня й до осені.
Трава й квітки рослини містять алкалоїди, флавоноїди, глікозид дельфінін, аконітову кислоту, вищий спирт маніт і пігменти. Насіння багате на жирну олію 28 %, у ньому також містяться кураре і подібні алкалоїди. Порошок, отриманий з насіння, може служити інсектицидом.

## Синоніми
- Delphinium consolida L.
- Consolida arvensis  Opiz
- Consolida regalis subsp. arvensis  (Opiz) Soó
- Consolida segetum  Schur
- Delphidium consolida  (L.) Raf.
- Delphinium consolida  L.
- Delphinium consolida subsp. arvense  (Opiz) Graebn. & P.Graebn.
- Delphinium diffusum  Stokes
- Delphinium divaricatum  Dulac
- Delphinium segetum  Lam.
- Delphinium versicolor  Salisb.

## Галерея
|  |  |  |  |  |

|  | Це незавершена стаття про жовтецеві. Ви можете допомогти проєкту, виправивши або дописавши її. |